# La Maison des rêves
La Maison des rêves (The House of Dreams) est une nouvelle fantastique d'Agatha Christie mettant en scène John Segrave.
Initialement publiée en janvier 1926 dans la revue The Sovereign Magazine au Royaume-Uni, cette nouvelle a été reprise en recueil en 1997 dans While the Light Lasts and Other Stories au Royaume-Uni. Elle a été publiée pour la première fois en France dans le recueil Tant que brillera le jour en 1999.
C'est la réécriture d'une histoire datant de l'adolescence d'Agatha Christie qui n'a jamais été publiée : The House of Beauty.

## Publications
Avant la publication dans un recueil, la nouvelle avait fait l'objet de publications dans des revues :
- en janvier 1926, au Royaume-Uni, dans le no 74 (vol. 11) de la revue The Sovereign Magazine[2], avec une illustration de Stanley Lloyd.

La nouvelle a ensuite fait partie de nombreux recueils :
- en 1997, au Royaume-Uni, dans While the Light Lasts and Other Stories[2] (avec 8 autres nouvelles) ;
- en 1997, aux États-Unis, dans The Harlequin Tea Set and Other Stories[2] (avec 8 autres nouvelles) ;
- en 1999, en France, dans Tant que brillera le jour (adaptation du recueil britannique de 1997).